# ارتم پوستووی
ارتم پوستووی (اوکراینی: Артем Пустовий؛ زادهٔ ۲۵ ژوئن ۱۹۹۲) بازیکن بسکتبال اهل اوکراین است.
از باشگاه‌هایی که در آن بازی کرده‌است می‌توان به باشگاه بسکتبال بارسلونا اشاره کرد.